# ام‌المرادم

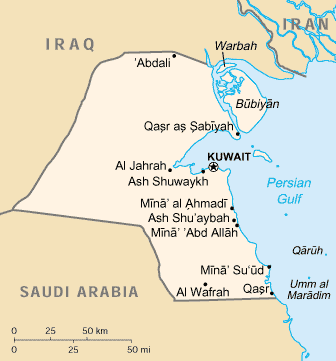

اُمّ‌المَرادِم یکی از جزیره‌های خلیج فارس متعلق به کشور کویت است.
جزیره قاروه در شمال ام‌المرادم قرار گرفته و میدان‌های نفتی زور، خَفجی و حوت در پیرامون آن واقع شده‌اند.
نام ام‌المردام به معنی «مادر صخره‌ها» است.